# Metro Prystai
Dmytro „Metro“ Prystai (ukrainisch Дмитро Пристай; * 7. November 1927 in Yorkton, Saskatchewan; † 8. Oktober 2013 in Wynyard, Saskatchewan) war ein kanadischer Eishockeyspieler und -trainer ukrainischer Herkunft, der im Verlauf seiner aktiven Karriere zwischen 1943 und 1958 unter anderem 717 Spiele für die Chicago Black Hawks und Detroit Red Wings in der National Hockey League auf der Position des Centers bestritten hat. In Diensten der Detroit Red Wings gewann Prystai in den Jahren 1952 und 1954 jeweils den Stanley Cup. Darüber hinaus nahm er dreimal am NHL All-Star Game teil und beendete zwei Spielzeiten unter den besten zehn Scorern der Liga.

## Karriere
Prystai, dessen Vorfahren aus dem ukrainischen Staatsgebiet nach Kanada immigrierten, erlernte das Eishockeyspielen in seiner Geburtsstadt Yorkton in der Provinz Saskatchewan. Um dem Sport auf einem höheren Niveau nachgehen zu können, wechselte der Stürmer alsbald zu den Moose Jaw Canucks in die Saskatchewan Junior Hockey League. Bei dem Team verbrachte er zwischen 1943 und 1947 vier überaus erfolgreiche Jahre, woran er mit 182 Scorerpunkten in 72 Einsätzen maßgeblichen Anteil hatte. Dreimal in Folge führte Prystai die Mannschaft zwischen 1945 und 1947 in den Memorial Cup. Dort scheiterte sie zweimal erst im Finalspiel am späteren Cupsieger. Prystai bestritt im Rahmen des Turniers insgesamt 40 Spiele, in denen er 64-mal punktete. Während seiner Zeit in Moose Jaw galt Prystai als lokale Berühmtheit.
Als Folge seiner erfolgreichen Juniorenkarriere wurde der Angreifer vor der Saison 1947/48 von den Chicago Black Hawks aus der National Hockey League. Er schaffte auf Anhieb den Sprung in den Kader des Teams, was sich in den ersten beiden Jahren aber als problematisch darstellte. Der Nachwuchsspieler erreichte in beiden Jahren nicht die Marke von 20 Punkten. Erst ist seinem dritten Jahr schwang sich Prystai zum populärsten Spieler des Teams auf. Er überbot das erste von zwei Malen in seiner Karriere die 50-Punkte-Marke und beendete die Saison auf dem neunten Platz der Scorerwertung. Dennoch war der Offensivspieler bei seiner Teilnahme am NHL All-Star Game 1950 nicht mehr Mitglied des Teams, sondern gehörte der Mannschaft des amtierenden Stanley-Cup-Siegers, den Detroit Red Wings, an. Im Juli 1950 war Prystai Bestandteil des bis dato größten Transfersgeschäfts der NHL-Geschichte gewesen, als er mit Bob Goldham, Jim Henry und Gaye Stewart nach Detroit wechselte, während die Chicago Black Hawks die Spieler Al Dewsbury, Harry Lumley, Jack Stewart, Don Morrison und Pete Babando erhielten.
In Detroit fand der Kanadier mit ukrainischen Wurzeln für die folgenden vier Spielzeiten eine neue sportliche Heimat. Zudem waren es vier überaus erfolgreiche Jahre, die mit dem Gewinn des Stanley Cups in den Jahren 1952 und 1954 gekrönt wurden. Beim Cup-Gewinn 1952 erzielte er im letzten Spiel der Finalserie den ersten und dritten Treffer und bereitete zudem das zweite vor. Ebenso landete er am Ende des Spieljahres 1952/53 wieder unter den zehn besten Scorern der gesamten Liga und nahm 1953 und 1954 an seinem zweiten und dritten All-Star-Spiel teil. Kurz nach dem Start der Spielzeit 1954/55 kehrte Prystai im November 1954 zu seinem Ex-Klub nach Chicago zurück. Die Black Hawks tauschten den 27-Jährigen gegen Lorne Davis ein, beschäftigten ihn aber lediglich für elf Monate, sodass er nur 65 weitere Spiele für Chicago absolvierte. Ende Oktober 1955 kehrte der Mittelstürmer im Tausch für Ed Sandford wieder zu den Red Wings zurück.
Zurück in Detroit bestritt Prystai zwei weitere Spielzeiten in der Liga, war mit zunehmendem Alter aber nicht mehr der Spieler vergangener Jahre und hatte oft mit Verletzungen, insbesondere am Fuß, zu kämpfen. Ab der Saison 1957/58 ließ er seine Karriere schließlich bei den Edmonton Flyers in der Western Hockey League ausklingen. Kurz nach dem Beginn der Spielzeit 1958/59 beendete er – geplagt von Verletzungen – schließlich im Alter von 31 Jahren seine aktive Karriere.
In der Folge war Prystai in der Saison 1959/60 für ein Jahr als Cheftrainer der Omaha Knights aus der International Hockey League angestellt, erkannte aber schnell, dass er sich in dieser Form eine weitere Zukunft nicht vorstellen konnte. Er ging danach zahlreichen Berufen nach und gründete mit seiner Frau schließlich ein erfolgreiches Versicherungsgeschäft. Im Jahr 1989 wurde er in die Saskatchewan Sports Hall of Fame aufgenommen. Er ließ sich in Wynyard in der Provinz Saskatchewan nieder, wo er nach einem Schlaganfall und dem Kampf mit der Alzheimer-Krankheit im Oktober 2013 wenige Wochen vor seinem 86. Geburtstag starb.

## Erfolge und Auszeichnungen
| - 1950 Teilnahme am NHL All-Star Game - 1952 Stanley-Cup-Gewinn mit den Detroit Red Wings - 1953 Teilnahme am NHL All-Star Game | - 1954 Stanley-Cup-Gewinn mit den Detroit Red Wings - 1954 Teilnahme am NHL All-Star Game - 1989 Aufnahme in die Saskatchewan Sports Hall of Fame |

## Karrierestatistik
(Legende zur Spielerstatistik: Sp oder GP = absolvierte Spiele; T oder G = erzielte Tore; V oder A = erzielte Assists; Pkt oder Pts = erzielte Scorerpunkte; SM oder PIM = erhaltene Strafminuten; +/− = Plus/Minus-Bilanz; PP = erzielte Überzahltore; SH = erzielte Unterzahltore; GW = erzielte Siegtore; 1 Play-downs/Relegation; Kursiv: Statistik nicht vollständig)